# Шаронвил (Охајо)
Шаронвил (енгл. Sharonville) град је у америчкој савезној држави Охајо.

## Демографија
По попису из 2010. године број становника је 13.560, што је 244 (-1,8%) становника мање него 2000. године.
| Група             | 2000.          | 2010.          |
| Белци             | 12.081 (87,5%) | 10.447 (77,0%) |
| Афроамериканци    | 666 (4,8%)     | 1.181 (8,7%)   |
| Азијати           | 524 (3,8%)     | 539 (4,0%)     |
| Хиспаноамериканци | 317 (2,3%)     | 948 (7,0%)     |
| Укупно            | 13.804         | 13.560         |